# سالده سفلی
{{جعبه اطلاعات روستای ایران
|نام‌رسمی=سالده سفلی
|روی‌نقشه= 
|عرض‌جغرافیایی=
|طول‌جغرافیایی=
|تصویر= 
|اندازه‌تصویر= 
|برچسب‌تصویر= 
|استان=مازندران
|شهرستان=نور
|بخش= چمستان
|دهستان=ناتل‌رستاق
سالده سفلی، روستایی است از توابع بخش چمستان شهرستان نور در استان مازندران ایران.

## جمعیت
این روستا در دهستان ناتل‌رستاق قرار دارد و براساس سرشماری مرکز آمار ایران در سال 1395، جمعیت آن 206نفر بوده‌است.اولین دانشجوی این روستا سرهنگ بهزاد رحمتی بوده است